# Enkelados
Enkelados (řecky Ἐγκέλαδος, latinsky Enceladus) je jeden z gigantů, obludných a dlouhovlasých obrů, které zrodila bohyně Gaia z krve poraněného Urana vlastním synem Kronem při jeho kastraci. Zúčastnil se boje gigantů proti olympským bohům, po jejich porážce prchal, avšak bohyně Pallas Athéna ho dostihla a hodila na něj ostrov Sicílii.
- Jeho bratry jsou:

Alkyoneus a Klytios.